# Calophasia barthae
Calophasia barthae är en fjärilsart som beskrevs av Wagner 1929. Calophasia barthae ingår i släktet Calophasia och familjen nattflyn. Inga underarter finns listade i Catalogue of Life.